# Port lotniczy Batlava-Donja Penduha
Port lotniczy Batlava-Donja Penduha (ang.: Batlava-Donja Penduha Airfield, kod IATA: JBT, kod ICAO: LYPT) – cywilno-wojskowe lotnisko położone w miejscowości Batlava w Kosowie. Jest to trzeci co do wielkości port lotniczy Kosowa.